# Barış Başdaş
Barış Başdaş (* 17. Januar 1990 in Köln) ist ein türkisch-deutscher Fußballspieler.

## Karriere
Başdaş kam 1990 als Sohn türkischer Gastarbeiter, die aus der Kleinstadt Karabulduk in der Provinz Giresun nach Deutschland emigriert waren, in Köln zur Welt. Hier begann er in der Jugendabteilung vom CfB Ford Niehl. Anschließend wechselte er in die Jugend von Fortuna Köln und später in die Jugend des 1. FC Köln. Nach einem mehrjährigen Aufenthalt beim 1. FC Köln wechselte er in die Jugend zu Alemannia Aachen. In der Jugend der Aachener war er bis zum Sommer 2009 aktiv.
Zur Spielzeit 2009/10 verpflichtete ihn der türkische Erstligist Kasımpaşa. Hier saß er in den ersten Wochen seiner ersten Saison auf der Ersatzbank bzw. spielte für die Reservemannschaft. Erst mit der Einstellung von Yılmaz Vural als Trainer bekam er hier bessere Möglichkeiten. Vural setzte ihn direkt als Stammspieler ein und Başdaş zählte bei dem im Abstiegskampf befindlichen Verein zu den großen Stützen seines Teams. Zum Saisonende belegte Kasımpaşa einen sicheren Tabellenplatz. Nach dem Weggang Vurals verlor er seinen Stammplatz. Am Ende der Saison 2010/11 stieg er mit seinem Verein in die TFF 1. Lig ab. Zur neuen Saison blieb er bei Kasımpaşa.
Nachdem Başdaş auf Direktive des neuen Cheftrainers Önder Özen mit weiteren Mitspielern auf die Verkaufsliste gesetzt worden war, wechselte er Ende Juni 2015 zum Zweitligisten Göztepe Izmir. Für die Rückrunde der Saison 2015/16 lieh ihn dieser Verein an den Ligarivalen Adana Demirspor aus.
Anschließend verpflichtete ihn der Erstliganeuling Kardemir Karabükspor, für den Başdaş bis 2018 aufspielte, bevor er zur Saison 2018/2019 zu Alanyaspor wechselte. Nach einer kurzen Zeit der Ausleihe zu Gençlerbirliği Ankara Anfang 2019, verpflichtete ihn der Fußballverein Fatih Karagümrük SK für die Saison 2019/2020, wo Başdaş bis zu seinem vorerst letzten Wechsel zu Hannover 96 ab der Saison 2020/21 spielte.

### Nationalmannschaftskarriere
Başdaş fing früh an, für die türkischen Jugendnationalmannschaften zu spielen. Er durchlief ab der U-18 noch die türkischen U-21-Jugendmannschaften. Obwohl er auch Angebote von den deutschen Jugendnationalmannschaften erhielt, entschied er sich für die türkischen Jugendnationalmannschaften.
Im Dezember 2012 wurde Başdaş in den Kader der zweiten Auswahl der türkischen Nationalmannschaft, der türkischen A-2-Nationalmannschaft, nominiert und absolvierte für diese bisher eine Partie.

## Privates
Başdaş wurde bei den Erdbeben in der Türkei und Syrien 2023 schwer verletzt.

## Erfolge
Mit Gençlerbirliği Ankara
- Vizemeister der TFF 1. Lig und Aufstieg in die Süper Lig: 2018/19